# Línea M-112 (Campo de Gibraltar)
La Línea M-112 es una ruta de transporte público en autobús del Consorcio de Transporte Metropolitano del Campo de Gibraltar. Es un servicio especial entre Los Barrios y Algeciras pasando por el polígono industrial de Palmones, Los Cortijillos, Puente Romano y la estación de Los Barrios.
Al igual que la M-110, pasa por la Avenida Virgen del Carmen de Algeciras, con una parada en la Plaza de San Hiscio, terminal de los autobuses urbanos de Algeciras y acceso central al puerto.